# Ґміна Ланівці
Ґміна Ланівці (пол. Gmina Łanowce) — колишня сільська гміна, яка входила до Кременецького повіту Волинського воєводства ІІ Речі Посполитої.
Ґміна утворена 1 січня 1924 року з таких частин: 
- ліквідованої сільської ґміни Паньківці;
- частини сільської ґміни Білозірка — села Гриньки, Малі Козачки, Великі Козачки і Осники та містечко Ланівці;
- частини сільської ґміни Вишгородок — села Красківці і Волиця.[1]

1 жовтня 1933 року з ліквідованої ґміни Борсуки включені села Борсуки, Борщівка, Передмірка, Кусківці Великі, Нападівка, Синівці і Кургани.
Натомість передані до інших ґмін:
- ґміна Білозірка — село Осники;
- ґміна Дедеркали —села Загірці і Михайлівка[2].

На 1936 рік гміна складалася з 39 громад:
1. Борсуки — село: Борсуки та хутір: Заболоття;
2. Борщівка — село: Борщівка та хутір: Чорний Ліс;
3. Грибова — село: Грибова;
4. Гриньки — село: Гриньки;
5. Юсківці — село: Юськівці;
6. Козачки — село: Козачки;
7. Краснолука — село: Краснолука;
8. Кусківці Великі — село: Кусківці Великі;
9. Кусківці Малі — село: Кусківці Малі;
10. Кургани — село: Кургани;
11. Ланівці — містечко: Ланівці;
12. — село: Ланівці;
13. Нападівка — село: Нападівка;
14. Передмірка — село: Передмірка;
15. Синівці — село: Синівці;
16. Волиця — село: Волиця.

Після радянської анексії західноукраїнських земель ґміна ліквідована у зв'язку з утворенням Лановецького району.